# Majorfalvi Bálint
Majorfalvi Bálint (Mór, 1983. január 30. –) magyar színész.

## Életpályája
1997–2001 között a budapesti Vörösmarty Mihály Gimnázium dráma tagozatának tanulója volt. 2001–2002 között a Keleti István Művészeti Iskolában, majd, 2002–2005 között a Pesti Magyar Színiakadémián tanult. 2005-2009 között a  Színház- és Filmművészeti Egyetem hallgatója volt. 2009-től 2020 végéig a Komáromi Jókai Színház tagja. Egyik alapítótagja a Budai Komédiások nevű színházi társulatnak, mely 2020-ban kezdte meg működését Budapesten. 2020 óta rendszeresen szinkronizál is.

## Színházi szerepei

### Vizsgaelőadásai
Pesti Magyar Színiakadémia:
- Meneláosz – Euripidész: Helené (rendezte: Sipos Imre (színművész))
- Feledi Gáspár, Gonosz Pista – Tóth Ede, Örkény István: A falu rossza (rendezte: Huszár László)

Színház-és Filmművészeti Egyetem:
- Peachum, Penge Macky – Brecht, Weil: Koldusopera (rendezte: Novák Eszter)
- Több szerep – Fáj – Agota Kristof: A nagy füzet című műve alapján (rendezte: Forgács Péter)
- Edmund, Alban – William Shakespeare: Lír (rendezte: Zsótér Sándor)
- Szuszlov – Gorkij: Nyaralók (rendezte: Hegedűs D. Géza)
- Henrik, operakritikus – Térey János: Asztalizene (rendezte: Bálint András (színművész))
- Több szerep – Boccaccio: Dekameron (rendezte: Méhes László)

### SZÍNHÁZI MUNKÁK
Pesti Magyar Színház:
- Valentin – William Shakespeare: Vízkereszt, vagy amit akartok (rendezte: Iglódi István)
- Közreműködő az István, a király, a La Mancha lovagja, a My Fair Lady, a Bob herceg, a Szépek szépe és az Orfeusz az alvilágban című produkciókban

Vígszínház:
- Pietro Crespi – Marquez: Száz év magány (rendezte: Forgács Péter)

Pesti Színház:
- Farkas, Majom, Ember – Dés László, Geszti Péter, Békés Pál (író): A dzsungel könyve (musical) (rendezte: Hegedűs D. Géza)
- Közreműködő – Heinrich Böll: Katharina Blum elvesztett tisztessége (rendezte: Hegedűs D. Géza)

 The Art n.o.:
- Erich – Monoblock: Helló, náci! (rendezte: Kovács Dániel Ambrus)

 Budai Komédiások:
- Zerkovitz Béla – P.Tamás,M.Bálint: Szimplán egy duplát! (rendezte: Pille Tamás)
- Tibó, Saca, Bandi, Glória, Kritikus, Riporter – M.Bálint,T.Márton: Az ötször született fiú (rendezte: Majorfalvi Bálint és Téglás Márton)

HeArt Társulat:
- Szimat Elemér - Kálmán Henrietta: Pofára eséseim története (rendezte: Bródy Norbert)
- Porterhouse felügyelő - Ray Cooney: Páratlan páros (rendezte: Bródy Norbert)

Komáromi Jókai Színház:
- Katolikus pap – Tamási Áron: Énekes madár (rendezte: Vidnyánszky Attila (rendező))
- Haimón – Szophoklész: Antigoné (Rendezte: Czajlik József)
- Kancellár, Favágó 2 – Csukás István, Bergendy István: Süsü, a sárkány (rendezte: Pille Tamás)
- Fedotyik – A.P. Csehov: Három nővér (rendezte: Martin Huba)
- Luigi Del Soro – Vajda Katalin, Fábri Péter (író), Valló Péter: Anconai szerelmesek (rendezte: Lévay Adina)
- Fábián – William Shakespeare: Vízkereszt, vagy amit akartok (rendezte: Valló Péter)
- Miklós – Békeffi István, Lajtai Lajos: A régi nyár (rendezte: Méhes László)
- Darvas Károly – Csiky Gergely: Lumpok (rendezte: Valló Péter)
- Drosselmeyer – Csajkovszkij: Diótörő (rendezte: Pille Tamás)
- Fülöp – Vaszary Gábor, Fényes Szabolcs, Szenes Iván: Az ördög nem alszik (rendezte: Görög László (színművész))
- Polgár – Ladislav Ballek, Ondrej Šulaj: A hentessegéd (rendezte: Rastislav Ballek)
- Jása – A. P. Csehov: Cseresznyéskert (rendezte: Martin Huba)
- Rézbányai Győző, Alsópáhóczy Alfréd – Faragó Zsuzsa, Laboda Kornél, Zombola Péter: Szegény Dzsoni és Árnika (rendezte: Laboda Kornél)
- Pista – Móricz Zsigmond: Sári bíró (rendezte: Görög László (színművész))
- Zsidó, Decius segédtisztje – Székely János (költő): Caligula helytartója (rendezte: Béres Attila (rendező))
- Ivan Hlesztakov, pétervári tisztviselő – Gogol: A revizor (rendezte: Méhes László)
- Corignon – Georges Feydeau: Egy hölgy a Maximból (rendezte: Verebes István)
- Személyzet – Spiró György: Príma környék (rendezte: Valló Péter)
- Dorset márki – William Shakespeare: III. Richárd (rendezte: Martin Huba)
- Dr. Juhos Buda, pszichológus – Tasnádi István (író): Magyar Zombi (rendezte: Bagó Bertalan)
- Sampon – Fenyő Miklós, Tasnádi István (író): Made in Hungária (rendezte: Méhes László)
- Hínárkóc – Václáv Čtvrtek, Kárpáti Péter: Rumcájsz, a rabló (rendezte: Naszlady Éva)
- Hakapeszi Maki, Furfangos Frigyes – Tóth Eszter (költő): Móka Miki és barátai (rendezte: Pille Tamás)
- Frédi – Huszka Jenő, Martos Ferenc: Lili bárónő (rendezte: Méhes László)
- Dr. Ridovics – Bereményi Géza: Az arany ára (rendezte: Bagó Bertalan)
- Lanzelo Gobbó, bohóc, Shylock szolgája – William Shakespeare: A velencei kalmár (rendezte: Szőcs Artur)
- Farkas Ferdinánd, Piros gatyás kismalac – Pille Tamás-Juhász Levente: A három kismalac (rendezte: Pille Tamás)
- Pereviczky, ügyvéd – Mikszáth Kálmán (író), Závada Pál: Különös házasság (rendezte: Valló Péter)
- Közeg – Spiró György: Csirkefej (rendezte: Forgács Péter)
- Bűvész, Hűség testvér – Mihail Bulgakov: Álszentek összeesküvése (rendezte: Martin Huba)
- Csil – Dés László, Geszti Péter, Békés Pál (író): A dzsungel könyve (musical) (rendezte: Méhes László)
- Rókus Mókus, Parkőr, Dezső, Kacifánt – Tersánszky Józsi Jenő, Pille Tamás: Misi Mókus kalandjai (rendezte: Pille Tamás)
- Oliver, vállalatigazgató – Tauno Yliruusi, Erdeős Anna, Szemenyei János: Börtönkarrier (rendezte: Erdeős Anna)
- Schnaps, fogadós – Nagy Ignác (író), Parti Nagy Lajos: Tisztújítás (rendezte: Keszég László)
- Első pingvin – Ulrich Hub: Nyolckor a bárkán (rendezte: Méhes László)
- Péter – William Shakespeare: Rómeó és Júlia (rendezte: Martin Huba)
- Házmester – Heltai Jenő (író): Naftalin (rendezte: Hargitai Iván)
- Csóka tizedes – Simai Kristóf, Szarka Gyula: Zsugori (rendezte: Béres László (rendező))
- Közreműködő – F. M. Dosztojevszkij: A félkegyelmű (rendezte: Martin Huba)
- Raymond, szövegíró és impresszárió – Pataki Éva: Edith és Marlene (rendezte: Méhes László)
- Mikhál bán – Katona József (író): Bánk bán (rendezte: Hargitai Iván)
- Aki mindig pórul jár – Szabó Attila: Mátyás király krónikái (rendezte: Szabó Attila)
- Lámpás – Presser Gábor, Sztevanovity Dusán, Horváth Péter (író): A padlás (rendezte: Méhes László)
- Peppe – Paolo Genovese: Teljesen idegenek (rendezte: Hargitai Iván)
- Közreműködő – John Kander, Fred Ebb, Joe Masteroff: Kabaré (rendezte: Rusznyák Gábor)
- Szász Bandi – Molnár Ferenc (író): Az üvegcipő (rendezte: Bagó Bertalan)
- Gyáva oroszlán/Zeke – L.Frank Baum, Harold Arlen, E.Y.Harburg: Óz, a csodák csodája (rendezte: Méhes László)
- Dr. Finache – Georges Feydeau: Bolha a fülbe (rendezte: Horváth Illés)
- Thuküdidész, Philemon – Szilágyi Eszter Anna, Arisztophanész: Szeretkezz, ne háborúzz! (rendezte: Hargitai Iván)

## Televíziós munkák
- Ortox – Zűrgombócok (sorozat) – Kiwi TV
- Biztonsági őr – A mi kis falunk (sorozat) – RTL Klub
- Futon Lajos – Barátok közt (sorozat) – RTL Klub
- Teherautó sofőr – Doktor Balaton (sorozat) – TV2
- Vendák Csaba – Hazatalálsz (sorozat) – TV2
- Gerzson – …a szomszéd tehene (sorozat) – RTL
- Mezőnemesdi edző – Gólkirályság (sorozat) – RTL

## Fontosabb szinkronszerepek
- Supervisor Lonni Jung (Robert Emms) – Star Wars: Andor (sorozat)
- Ed, a Dating Game műsorvezetője (Tony Hale) - Nő a reflektorfényben (film)
- Palmer (Caleb Hearon) - Szerelmesek (film)
- Koo Sang Jun (Yoon Kyesang) - Ha kidől egy fa az erdőben (sorozat)
- Weisberg bíró (Ross Mackenzie) - Szörnyetegek: A Lyle és Erik Menendez-sztori (sorozat)
- Cook igazgató, több karakter - Vigyázz, ufók! (animációs sorozat)
- Fermin (Adrián Lakerman) - Envidiosa (sorozat)
- Wesley Tucker (Dan Bakkedahl) - Tulsa King (sorozat)
- Nokes (Ryan Hunter) - Eric (sorozat)
- Qury (Michaël Fituossi) – A bűn örvénye (sorozat)
- Franco (Mario Pirello) - Szuperszex (sorozat)
- Frank Smith (Michel Bercovitch) – Impuros (sorozat)
- Tick Pickwick (Rizwan Manji) – A varázslók (sorozat – 2. szinkronváltozat)
- Shippy igazgató (Lee Wilkof) – Ez a fiúk sorsa (film – 2. szinkronváltozat)
- Thomas Cromwell (Iain Mitchell) – A másik Boleyn lány (film – 2.szinkronváltozat)
- Massimo Gentile (Lorenzo Frediani) – A Doki-Egy új esély (sorozat)
- Syntax – LEGO Monkie Kid (animációs sorozat)
- Samurai Jack apja – Samurai Jack (animációs sorozat)
- Kerem (Sina Özer) – Szerelem van a levegőben (sorozat)
- Dr. Neil Mosbach (Thomas Philip O'Neill) – FBI-New York különleges ügynökei (sorozat)
- Titán (Mahershala Ali) - Legyőzhetetlen (animációs sorozat)
- Stephen Miller – Mesés elnökünk (animációs sorozat – 4 epizódban)
- Narrátor - Az év otthona - Írország (hangalámondás)
- Narrátor - Afrika nagyszerű állatfajai (hangalámondás)
- Narrátor - Perzselő hőség - Afrika (hangalámondás)
- Pepa Nemrava - Termelőtől a tányérig Pepa Nemrava-val (hangalámondás)

## Egyéb
- Ahogy esik, úgy puffan – improvizációs műsor: szerkesztő, műsorvezető 2011 óta.
- Színházi Lábjegyzet – internetes műsor: szerkesztő, műsorvezető 2012-től 2020-ig.
- Just Parody – youtube csatorna létrehozója, működtetője, melyen elsősorban szinkronnal, hangkeveréssel kapcsolatos videóparódiái tekinthetők meg. Eddigi legnépszerűbb videói, melyeket számos internetes oldal is felkapott: "Dikáprió a csőtörésről", "Doktor Hádész", illetve az "Exatlon Sylvester Palik Lászlóval".

## Díjai és kitüntetései
- Színészrobot-díj – az évadban legtöbb előadást játszó színész díja (2011, 2012, 2013, 2014, 2015, 2019)
- Ferenczy Anna-díj (2012)
- Irodalmi alap-díj (2016, 2019)